# 110 Rezerwowy Pułk Ułanów

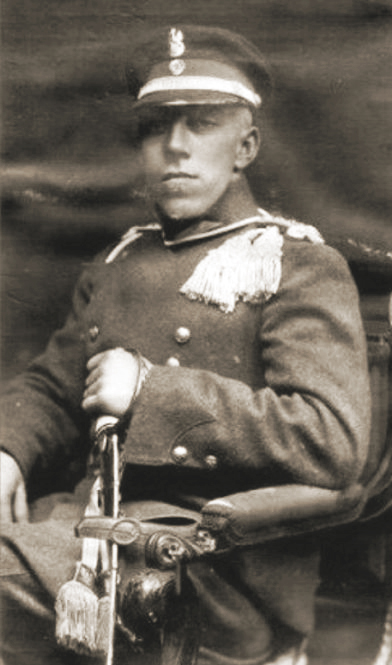
dowódca - ppłk. Jerzy Dąbrowski

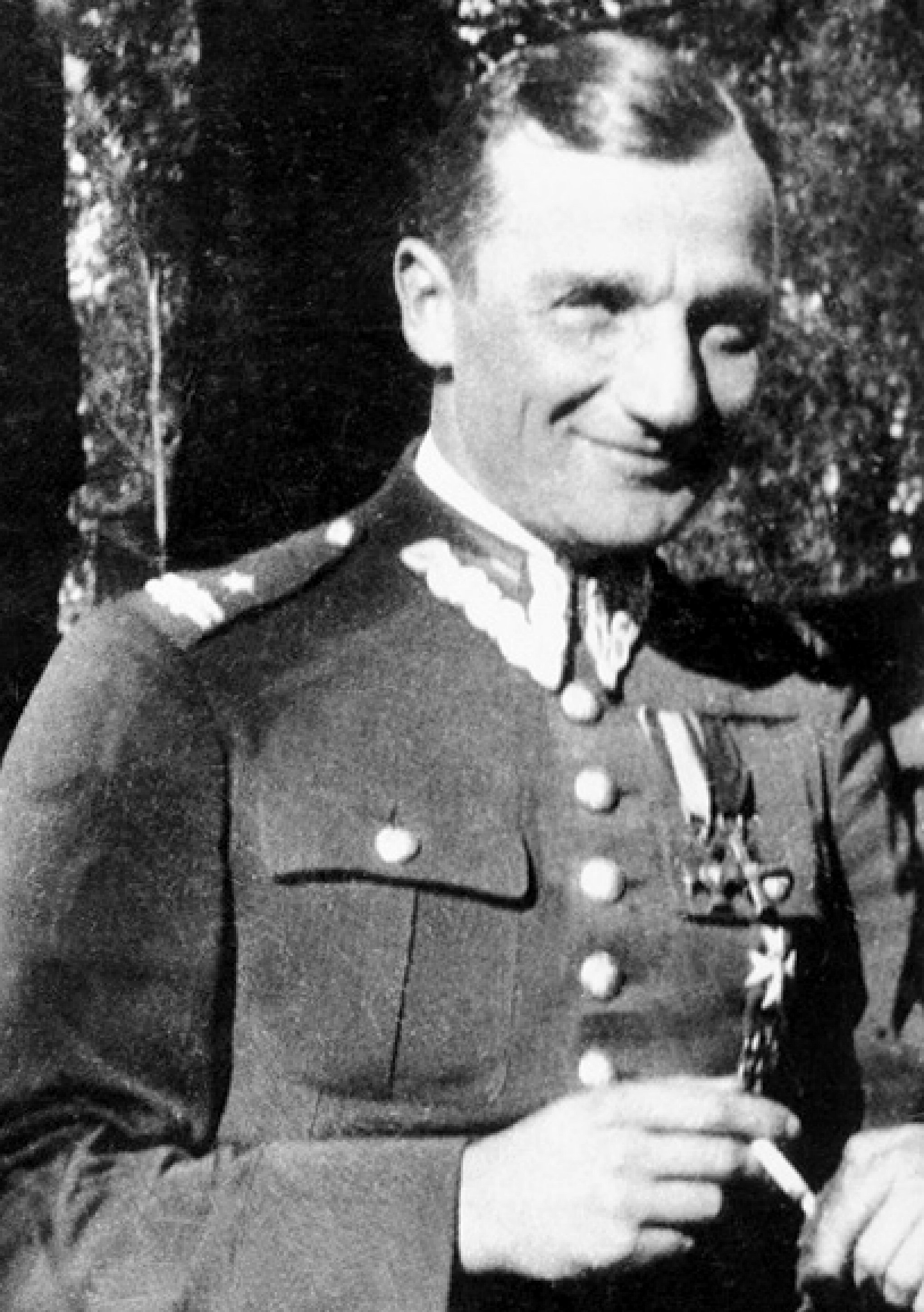
zastępca dowódcy - mjr Henryk Dobrzański

110 Rezerwowy Pułk Ułanów – oddział kawalerii Wojska Polskiego II RP improwizowany w trakcie kampanii wrześniowej 1939 r.

## Formowanie pułku
Pułk formował się po 4 września 1939 r. w Wołkowysku z nadwyżek 3 pułku strzelców konnych im. S. Czarnieckiego, który 4 września odszedł do Suwalskiej Brygady Kawalerii. Prawdopodobnie 12 września Pułk osiągnął stan etatowy, natomiast gorzej sprawa wyglądała z uzbrojeniem i wyposażeniem. 14 września został włączony w skład Rezerwowej Brygady Kawalerii „Wołkowysk” pod dowództwem płk. Edmunda Heldut-Tarnasiewicza.

## Działania bojowe
Po osiągnięciu gotowości bojowej, pułk przeszedł w okolice Izabelina z zadaniem ubezpieczenia i rozpoznania przedpola Wołkowyska, a następnie na północ w rejon miejscowości Piaski i Mosty. Stamtąd udał się z kolei na zachód w rejon Ejsmont i Olekszyc. Po otrzymaniu rozkazu marszu w kierunku na Wilno przez Mosty – Wasiliszki – Lidę, wraz z resztą brygady udał się w tamten obszar. Jednakże w sytuacji agresji Rosji Sowieckiej i po otrzymaniu fałszywej wiadomości o kapitulacji Wilna, zmieniono kierunek marszu na Grodno. Pułk spełniał zadanie straży przedniej Brygady. Wykonywał on wówczas zadanie tłumienia komunistycznych rozruchów i dywersji we wsiach i miasteczkach na trasie przemarszu Brygady. W rejonie Grodna ppłk Jerzy Dąbrowski podjął decyzję odłączenia się od reszty brygady. Część badaczy uważa, że była to samowolna decyzja. W nocy z 20 na 21 września pułk przeprawił się na zachodni brzeg Niemna w rejonie miejscowości Hoża. Tam skierował się w stronę Puszczy Augustowskiej. 22 września zatrzymał się na odpoczynek w Podmacharcach i Mołowistem. Wówczas część oficerów na czele z rtm. Napoleonem Kostaneckim i ppor. Janem Magrowiczem zgłosiła się do ppłk. J. Dąbrowskiego z propozycją przejścia na Litwę lub rozwiązania oddziału. Otrzymali oni zgodę na to. Z drugiej strony do pułku dołączyła grupa złożona z kilku oficerów i podoficerów ze 102 rezerwowego pułku ułanów na czele z rtm. Stanisławem Sołtykiewiczem, którzy zawrócili znad granicy litewskiej, aby walczyć dalej. Podjęta została wówczas decyzja marszu na pomoc oblężonej Warszawie. Ruszono więc na południe do Biebrzy. Wieczorem 23 września pułk przeszedł linię kolejową Augustów-Grodno, osiągając Krasnybór. Na odpoczynek zatrzymano się we wsi Mogilnice. W tym czasie do polskich pozycji zbliżyła się sowiecka kolumna zmotoryzowana i kilka czołgów, które rozpoczęły ostrzał wsi. Poległ jeden polski oficer i prawdopodobnie wszyscy żołnierze plutonu kolarzy, a konie pułku rozbiegły się po okolicy. Po tym ataku, który doprowadził do rozproszenia jednego szwadronu i zamieszanie w pozostałych, pułk pomaszerował nadbiebrzańskimi lasami w kierunku południowo-wschodnim i 24 września dotarł w rejon Dolistowa. Tam został zaskoczony i rozbity przez sowiecką grupę z 20 BZmot. 3 szwadron rtm. Wiktora Moczulskiego (ok. 30 polskich żołnierzy zginęło wraz z rtm. Moczulskim, a ok. 45 dostało się do niewoli). W nocy z 24 na 25 września reszta pułku oderwała się od nieprzyjaciela i forsownym marszem wycofała się na Lipkowo koło Grajewa. 27 września, po odpoczynku, ppłk Jerzy Dąbrowski zarządził wymarsz w kierunku Łomży.

## Rozformowanie pułku
27 września do pułku dotarła informacja, że Warszawa kapituluje. O świcie 28 września pułk (w liczbie ok. 100 szabel) dotarł do Janowa koło Kolna, gdzie ppłk Jerzy Dąbrowski podjął decyzję o rozwiązaniu pułku, jednak nie o zaprzestaniu dalszej walki zbrojnej.
Wytworzyły się wówczas 4 grupy:
- grupa ppłk. J. Dąbrowskiego, chcąca przejść na Litwę,
- grupa mjr. Henryka Dobrzańskiego, chcąca przedostać się w Góry Świętokrzyskie, aby prowadzić tam walkę partyzancką (jako Oddział Wydzielony Wojska Polskiego mjr. Hubala),
- grupa rtm. Witolda Bilińskiego, która postanowiła przebić się na Węgry (co w efekcie okazało się niewykonalne i żołnierze oddali się do niewoli),
- grupa żołnierzy, zwolnionych z przysięgi, wracających do domów.

## Struktura organizacyjna i obsada personalna
- Dowództwo
  - dowódca – ppłk w stanie spoczynku Jerzy Dąbrowski
  - zastępca dowódcy – mjr Henryk Dobrzański
  - kwatermistrz – rtm. Napoleon Kostanecki
  - adiutant – rtm. Witold Biliński[1]
  - oficer ordynansowy – ppor. rez. Tadeusz Herniczek[2]
  - oficer taktyczny – kpt. dypl. Maciej Kalenkiewicz
  - lekarz – kpt. Andrzej Kosiński
  - oficer gospodarczy – wachm. Tadeusz Kaleszkiewicz[2]
- dowódca 1 szwadronu – rtm. Tomasz Dworzecki-Bohdanowicz
- dowódca 2 szwadronu – rtm. rez. Witold Masłowski[a][2], por. Jerzy Sobieszczański[3]
- dowódca 3 szwadronu – rtm. Wiktor Maciej Moczulski (poległ 21 IX 1939)
- dowódca 4 szwadronu – rtm. Wacław Florkowski
- dowódca szwadron ckm – por. Sławomir Szczęsny-Holoubek
- dowódca plutonu przeciwpancernego – ppor. Jan Magarowicz[2]
- dowódca plutonu kolarzy -
- dowódca taborów – por. Maciej Maliszewski

## Upamiętnienie pułku i jego dowódców

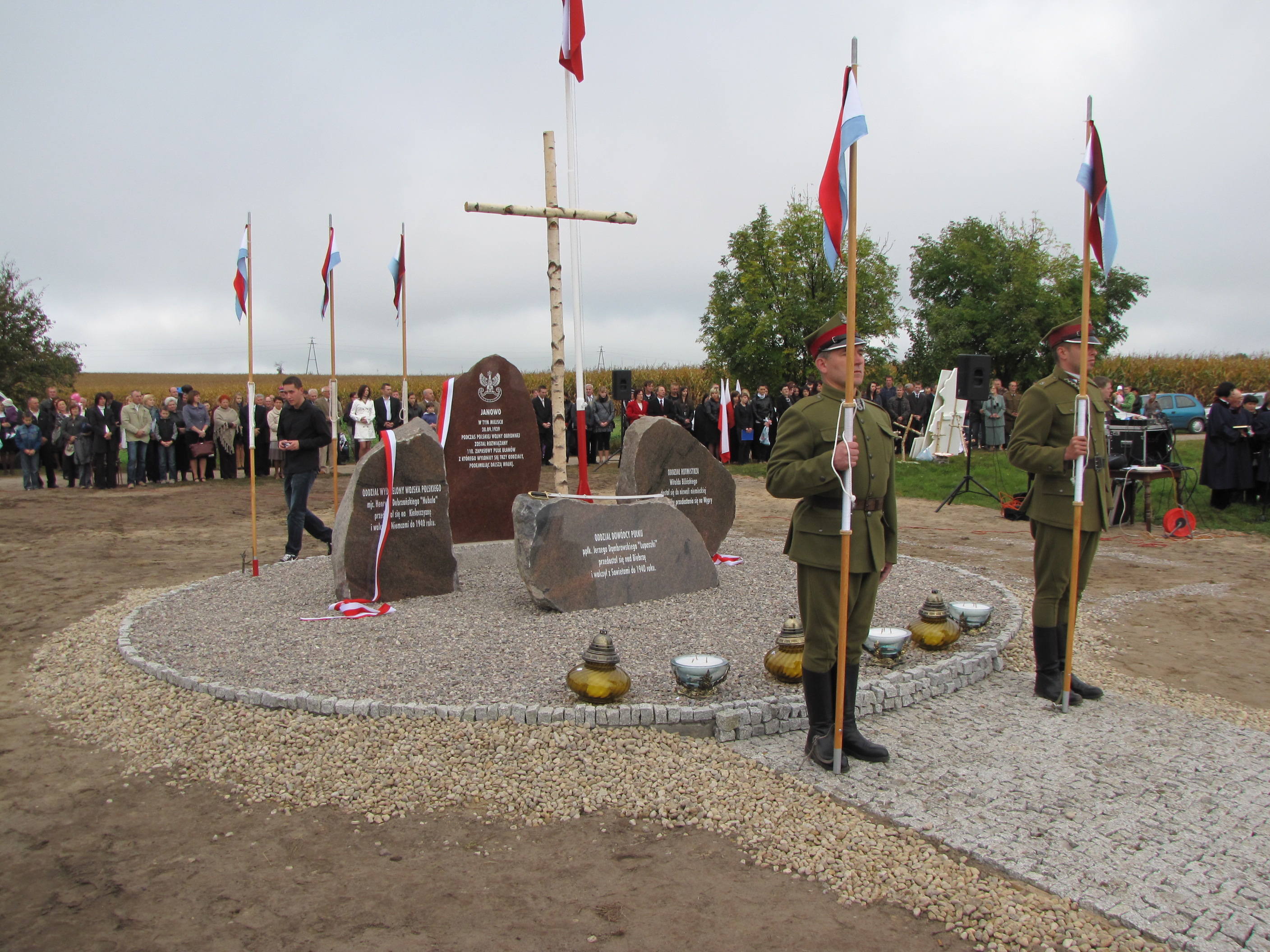
Pomnik poświęcony 110 Rezerwowemu Pułkowi Ułanów w Janowie gm. Kolno

Dnia 02.10.2011 roku we wsi Janowo koło Kolna został odsłonięty pomnik poświęcony 110 Rezerwowemu Pułkowi Ułanów. Stowarzyszenie Kawaleryjskie z Kolna kierowane przez Ireneusza Mieczkowskiego postanowiło w ten sposób zachować pamięć o bohaterach.
Pomnik stoi we wsi, w której w 1939 roku doszło do rozwiązania pułku. Składają się na niego cztery granitowe kamienie, z których jeden symbolizuje Pułk, a pozostałe trzy dowódców oraz ich oddziały, które wyłoniły się z rozwiązywanej jednostki zbrojnej.